# 岑伯颜
岑伯颜（1334年—1403年），字志聪，明朝初年广西田州土司。元朝至元六年（1340年），父亲被庶母黄氏所害，岑伯颜母子逃至邕州。至正五年（1345年），岑福广杀死黄氏，岑伯颜被朝廷任命为归德州刺史。至正十五年（1355年），克田州，承袭父职。洪武元年（1368年），岑伯颜归附明朝，开发田州，兴学校。永乐元年（1403年），岑伯颜病死。
孫為岑瑛。